# Jasep Ljosik

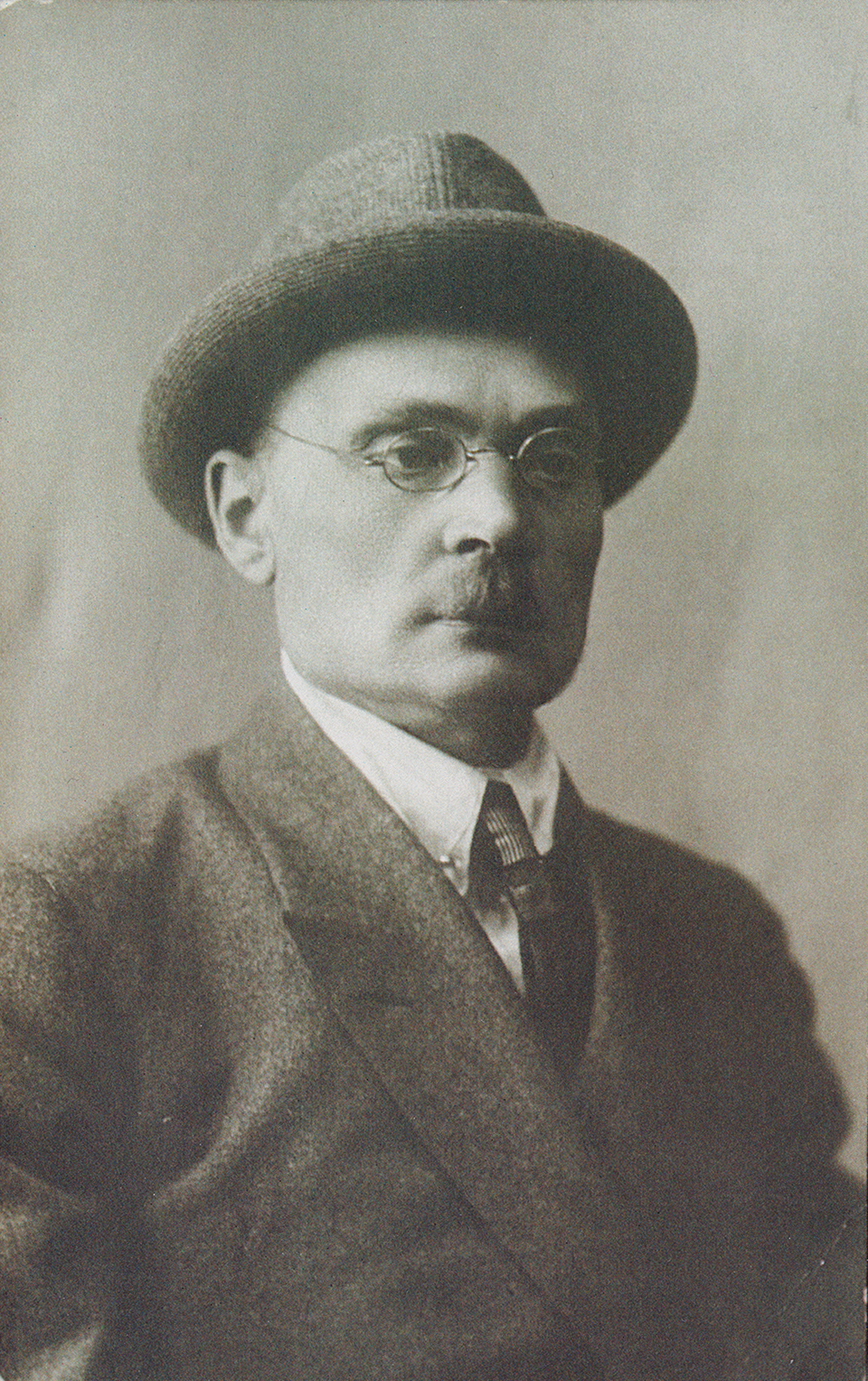
Jasep Ljosik

Jasep Ljosik (belarussisch Язэп Лёсік; * 18. November 1883 in Mikalaeuschtschyna im Rajon Stoubzy; † 1. April 1940 in Saratow) war ein belarussischer politischer und sozialer Aktivist, Philologe, Schriftsteller und Lehrer. Von Juni 1918 bis Dezember 1919 war er Präsident der Belarussischen Volksrepublik (BNR). 
Ljosik war ein Onkel des belarussischen Nationaldichters Jakub Kolas. 

## Leben
Von 1898 bis 1899 wurde Ljosik zunächst an einer Lehrerschule in Maladsetschna ausgebildet und erhielt 1902 seinen Schulabschluss in Nowhorod-Siwerskyj. 1905 wurde er wegen seiner Beteiligung in einer revolutionären Bewegung nach Sibirien verbannt. 1907 gelang ihm die Flucht aus dem Gefängnis und Ljosik tauchte unter, bis er 1911 gefangen genommen und lebenslang nach Sibirien verbannt wurde. In Irkutsk schrieb Ljosik für die Zeitung Nascha Niwa. Nach der Februarrevolution 1917 konnte er nach Belarus zurückkehren, wo er einer der Mitbegründer der Partei Belarussische Sozialistische Hramada wurde. Von 1907 bis 1908 schrieb Ljosik für die Zeitung Freies Belarus und setzte sich 1917 für eine Autonomie von Belarus innerhalb der Russischen Föderation ein. Nach der Abhaltung des I. Belarussischen Volkskongresses unterstützte Ljosik die Idee einen unabhängigen belarussischen Staat zu gründen. Während der deutschen Besatzung im Ersten Weltkrieg arbeitete Ljosik in Minsk und gehörte zu den Initiatoren zur Ausrufung der Belarussischen Volksrepublik. Am 25. April 1918 unterzeichnete er ein Telegramm an den deutschen Kaiser Wilhelm II., in dem erklärt wurde, die Zukunft von Belarus sei lediglich unter deutschem Protektorat denkbar. Infolge der Spaltung der Belarussischen Sozialdemokratischen Hramada wurde Ljosik einer ihrer Vorsitzenden. Ab Juni 1918 war er Präsident der Rada BNR, der Regierung der Belarussischen Volksrepublik. Nach der Spaltung der Rada BNR übernahm Ljosik am 13. Dezember 1919 das Amt des Vorsitzenden des Hohen Rates der BNR. 
Nach dem Ende des Krieges blieb er in Belarus und erkannte die Regierung der Belarussischen Sozialistischen Sowjetrepublik (BSSR) an. Ljosik lehrte an der Universität Minsk und an der Schule für Pädagogie. Er übersetzte das Manifest der Kommunistischen Partei ins Belarussische und wurde 1922 zum Mitglied des Instituts für belarussische Kultur gewählt. Im selben Jahr veröffentlichte er ein Buch über die Grammatik der belarussischen Sprache, welches von der Regierungszeitung Swjasda als konterrevolutionär verleumdet wurde. Er wurde festgenommen, aber auf Forderung des Volkskommissars der BSSR Usewalad Ihnatouski wieder freigelassen. Im November 1926 hielt Ljosik eine Konferenz ab, welche sich für eine Reform der belarussischen Grammatik und des belarussischen Alphabets einsetzte. Im Juli 1930 wurde er wegen des Vorwurfs Verbindungen zur „Union zu Befreiung von Belarus“ (belaruss.: Саюз вызваленьня Беларусі) zu besitzen, einer Organisation die tatsächlich gar nicht existierte, erneut festgenommen. Am 6. Dezember 1930 verlor er seinen akademischen Titel. Am 10. April 1931 wurde er zu einer fünfjährigen Verbannung nach Kamyschin verurteilt. Im November 1934 erhielt Ljosik zwar eine Amnestie, durfte jedoch nicht nach Belarus zurückkehren. Stattdessen lebte er mit seiner Familie in Brjansk und wurde im Juni 1938 erneut verhaftet. 1940 wurde Ljosik wegen antisowjetischer Agitation zu fünf Jahren Haft verurteilt und verstarb im selben Jahr im Gefängnis in Saratow. Im Jahr 1958 wurde er rehabilitiert. Er schrieb mehrere Bücher über die Geschichte von Belarus sowie über die belarussische Linguistik.